# ۱۶۳۲ (میلادی)

## رویدادها
- آغاز ساخت تاج محل در ایالت اوتار پرادش هندوستان به دستور شاه جهان، امیر گورکانی هند
- بنای شهر یاکوتسک در شرق سیبری و مرکز جمهوری یاقوتستان روسیه

## زادروزها
- ۲۹ اوت، جان لاک، از فیلسوفان تجربه گرای انگلیسی
- ۳۱ اکتبر، یوهانس ورمر، نقاش هلندی طبقه بورژوا، خالق آثاری چون دختری با گوشواره مروارید، نمایی از دِلف، دختری با فلوت و ...، از پایه گذاران دوران طلایی هنر هلند در قرن هفدهم میلادی.
- ۲۴ نوامبر، باروخ اسپینوزا، از فیلسوفان هلندی واقع‌گرا و وفادار به فلسفه دکارتی

- ۱۰ ژوئن – اسپری فلشیه، کشیش فرانسوی (د. ۱۷۱۰)
- ۲۰ اوت – لوئی بوردالو، نویسنده فرانسوی (د. ۱۷۰۴)
- ۲۴ اکتبر – آنتونی فان لیوونهوک، مخترع، زیست‌شناس، و دانشمند هلندی (د. ۱۷۲۳)
- ۳۱ دسامبر – شاه عباس دوم، سیاست‌مدار ایرانی (د. ۱۶۶۶)

## درگذشت‌ها
- ۶ نوامبر – گوستاو آدولف ، پادشاه سوئد (ز. ۱۵۹۴) که او را شیر شمال می نامیدند.